# Чайсан
Чайса́н (кит. упр. 柴桑, пиньинь Cháisāng) — район городского подчинения городского округа Цзюцзян провинции Цзянси (КНР).

## История
Ещё во времена империи Хань в 201 году до н.э. был создан уезд Чайсан (柴桑县). Во времена империи Суй он был в 589 году присоединён к уезду Сюньян (浔阳县). В эпоху Пяти династий и десяти царств уезд Сюньян был в 939 году переименован в Дэхуа (德化县). После Синьхайской революции в Китае была проведена сверка названий уездов в масштабах страны. Так как оказалось, что в провинции Фуцзянь тоже имеется уезд Дэхуа, в 1914 году уезд Дэхуа был переименован в Цзюцзян (九江县). В 1917 году уезд Цзюцзян был преобразован в город Цзюцзян.
В 1936 году город Цзюцзян вновь стал уездом, при этом его часть, лежащая к северу от Янцзы, была передана в состав уезда Хуанмэй.
На завершающем этапе гражданской войны Цзюцзян был занят войсками коммунистов 7 мая 1949 года. Урбанизированная часть уезда Цзюцзян была выделена в отдельный город Цзюцзян, а 6 сентября 1949 года был образован Специальный район Цзюцзян (九江专区), в состав которого вошли город Цзюцзян и 10 прилегающих уездов. В 1960 году уезд Цзюцзян был присоединён к городу Цзюцзян, но 20 октября 1962 года он был создан вновь.
В 1970 году Специальный район Цзюцзян был переименован в Округ Цзюцзян (九江地区).
Постановлением Госсовета КНР от 28 марта 1980 года город Цзюцзян был выведен из состава округа и подчинён напрямую правительству провинции Цзянси. 
27 июля 1983 года был расформирован Округ Цзюцзян, а входившие в его состав 10 уездов перешли под юрисдикцию властей города Цзюцзян.
Постановлением Госсовета КНР от 21 августа 2017 года уезд Цзюцзян был преобразован в район Чайсан.

## Административное деление
Район делится на 2 уличных комитета, 5 посёлков и 5 волостей.